# Biskupi Poreču i Puli
Biskupi Poreču i Puli – lista biskupów diecezji porecko-pulskiej.

## Diecezja Poreč (IV w. – 1828)
- IV w.: bp św. Maurus
- 530–560: bp Euphrasius
- 560–579: bp Elia
- 579: bp Johannes I
- 586: bp Catelino lub Ratelino
- 590: bp Angelo
- 590–595: bp Raschivus
- 595–610: bp Agnellus
- 668: bp Stefan
- 679: bp Aureliano
- ok. 804: bp Stauratius
- 820: bp Laurentius
- ok. 840: bp Julianus
- ok. 860: bp Dominicus
- ok. 880: bp Antonius I
- 885, 895: bp Pazinus
- 912: bp Flandemanus
- 930: bp Eripetus
- 946: bp Andreas I
- 961–990: bp Adam
- 991-ok. 1010: bp Andreas II
- 1015–1017: bp Sigimbaldo
- 1028–1040: bp Engelmaro
- 1045–1050: bp Arpo
- 1050–1060: bp Orso
- 1060–1075: bp Adelman
- 1075–1082: bp Cadolo
- 1082–1104: bp Pagano I
- 1104–1120: bp Bertold
- 1120–1131: bp Ferongo
- 1131–1146: bp Rodemondo
- 1146–1158: bp Vincenzo
- 1158–1174: bp Uberto
- 1174–1194: bp Peter I
- 1196–1200: bp Johannes II
- 1200-ok. 1216: bp Pulcherio
- 1219–1243: bp Adalberto
- 1243–1246: bp Pagano II
- 1249–1254: bp Johannes III
- 1256–1282: bp Otto
- 1282–1305: bp Bonifatius
- 1306–1309: bp Giuliano Natale
- 1309–1327: bp Graziadio
- 1328–1367: bp Giovanni IV Gottoli de Sordello
- 1367–1388: bp Gilberto Zorzi
- 1388–1415: bp Giovanni V Lombardo
- 1415–1425: bp Fantino Valaresso
- 1426–1433: bp Daniel Scotto de’ Rampi
- 1433–1440: bp Angelo Cavazza
- 1440–1457: bp Giovanni VI
- 1457–1464: bp Placido Pavanello
- 1464–1471: bp Francesco Morosini
- 1471–1475: bp Bartolomeo Barbarigo
- 1476–1476: bp Silvestro Quirini
- 1477–1485: bp Nikola I Franco
- 1485–1485: bp Tommaso Catanei
- 1485–1485: bp Francesco de Brevio
- 1487–1500: bp Giovanni VII Antonio Pavaro
- 1500–1516: bp Alvise Tasso
- 1516–1533: bp Girolamo Campegio
- 1533–1537: kard. Lorenzo Campeggi (Administrator apostolski)
- 1537–1553: bp Giovanni Campegio
- 1553–1573: bp Pietro II Gritti
- 1573–1597: bp Cesare Nores
- 1598–1608: bp Giovanni Lippomano
- 1609–1631: bp Leonardo Tritonio
- 1632–1644: bp Ruggero Tritonio
- 1644–1666: bp Gianbattista Battista Del Giudice
- 1667–1670: bp Nikola Petronio Caldana
- 1671–1711: bp Alessandro Adelasio
- 1712–1717: bp Antonio II Vaira
- 1718–1731: bp Petar III Grassi
- 1731–1741: bp Vincenzo Maria Mazzoleni
- 1742–1778: bp Gaspar Negri
- 1778–1819: bp Francesco Polesini

## Diecezja Pula (VI w. – 1828)
- 502: bp Venerio
- 510–547: bp Antonius
- 547–576: bp Isacius
- 576–590: bp Hadrianus
- 590–595: bp Maximus
- 595–613: bp Peter I
- 613–649: bp Cyprianus
- 649–680: bp Potentius (Potentinus)
- 680–688: bp Cyriacus
- 688–698: bp Peter II
- 698–723: sediswakancja
- 723–725: bp Peter III
- 725–804: sediswakancja
- 804–804: bp Theodor
- 804–806: bp Aemilianus
- 806–810: bp Fortunatus z Triestu
- 813–857: bp Johannes I
- 857–862: bp Handegisius
- 862–870: bp Gerboldus I
- 870–898: bp Werner I
- 898–907: bp Berthold
- 907–933: bp Johannes II
- 933–961: sediswakancja
- 961–966: bp Gaspaldus
- 967–997: bp Gerboldus II
- 997–1015: bp Bertaldus
- 1015–1031: sediswakancja
- 1031–1060: bp Johannes III
- 1060–1075: bp Megingoldo
- 1075–1106: bp Adamantes
- 1106–1118: bp Eberardo
- 1118–1130: bp Hellenardus
- 1130–1149: bp Peter IV
- 1149–1150: bp Anfred
- 1152–1154: bp Werner II
- 1154–1166: bp Rudolf I
- 1166–1180: bp Philipp
- 1180–1194: bp Peter V
- 1194–1196: bp Prodan
- 1196–1199: bp Johannes IV
- 1199–1204: bp Ubaldo
- 1204–1210: bp Friedrich
- 1210–1218: bp Pulcherio
- 1218–1220: bp Johannes V
- 1220–1220: bp Robert
- 1220–1237: bp Heinrich
- 1238–1266: bp Gulielmo
- 1266–1282: bp Julije I
- 1282–1282: bp Johannes VI
- 1285–1302: bp Matteo I Castropolis
- 1302–1308: bp Oddo de Sala
- 1308–1325: bp Hugo
- 1325–1328: bp Antonio II
- 1328–1331: bp Guido I
- 1331–1342: bp Sergio
- 1342–1348: bp Gracija (Bonagratia)
- 1348–1353: bp Leonardo de Cagnoli
- 1353–1360: bp Benedikt
- 1360–1382: bp Nikola de Finolis Foscarini
- 1383–1409: bp Gvido II Memo
- 1409–1410: bp Bartolomeo
- 1410–1420: bp Blaž de Molino
- 1420–1423: bp Tommaso Tommasini Paruta
- 1423–1426: bp Francesco I Franceschi
- 1426–1451: bp Dominik de Luschi
- 1451–1465: bp Moyses Buffonelli (Buffarelli)
- 1465–1475: bp Ivan VII Dremano
- 1475–1497: bp Michael Orsini
- 1497–1531: bp Altobello de Averoldis
- 1532–1548: bp Ivan Krst. Vergerio
- 1548–1566: bp Antun III Elio
- 1567–1582: bp Matteo II Barbabianca
- 1583–1605: bp Klaudije Sozomenos
- 1605–1618: bp Kornelije Sozomenos
- 1618–1632: bp Uberto Testa
- 1624–1624: bp Innocenzo Serpa
- 1625–1626: bp Rodolfo II Rodolfi Sforza
- 1627–1640: bp Giulio II Saraceno
- 1641–1648: bp Marin Badoer
- 1648–1653: sediswakancja
- 1653–1661: bp Alojzije Marcello
- 1661–1663: bp Gaspar Cattaneo
- 1663–1663: bp Ambrosio Fracassini
- 1664–1689: bp Bernardin Corniani
- 1689–1695: bp Eleonoro Pagello
- 1695–1729: bp Josip Marija Bottari
- 1729–1732: bp Lelio Valentino Contessini-Ettorio
- 1732–1771: bp Ivan Andrija Balbi
- 1772–1778: bp Franjo Polesini
- 1778–1802: bp Ivan Dominik Juras
- 1802–1828: sediswakancja

## Diecezja porecko-pulska (od 1828)
- 1827–1857: bp Antonio III Peteani
- 1857–1875: bp Juraj Dobrila
- 1878–1882: bp Giovanni Nepomuceno Glavina
- 1882–1883: bp Luigi Mattia Zorn
- 1884–1912: bp Ivan Krst. Flapp
- 1913–1941: bp Trifun Pederzolli
- 1941–1947: abp Rafael Mario Radossi, O.F.M. Conv.
- 1947–1949: bp Mihael Toroš (administrator apostolski)
- 1949–1960: bp Dragutin Nežić (administrator apostolski)
- 1960–1984: bp Dragutin Nežić
- 1984–1997: bp Antun Bogetić
- 1997–2012: bp Ivan Milovan
- 2012–2020: bp Dražen Kutleša
- od 2023: bp Ivan Štironja